# Rheineck (Zwitserland)
Rheineck is een gemeente en plaats in het Zwitserse kanton Sankt Gallen, en maakt deel uit van het district Rheintal.
Rheineck telt 3.225 inwoners.